# Luka Kulenović
Luka Kulenović (Toronto, 29 september 1999) is een voetballer die als aanvaller speelt voor Heracles Almelo. Hij is geboren in Canada en speelt voor het nationale team van Bosnië en Herzegovina.
Kulenović, geboren in Canada, vertrok op zijn vijftiende naar familie in Bosnië om te voetballen bij Željezničar Banja Luka. Daarna speelde hij jarenlang in de marge van het profvoetbal in de Balkan. Medio 2023 maakte Kulenović de stap van Bosnië naar de grotere Tsjechische competitie, toen hij bij Slovan Liberec tekende. In 2024 werd hij gescout door Eredivisionist Heracles Almelo. In Almelo kende de spits een dusdanig goede start dat hij in november 2024 op 25-jarige leeftijd voor het eerst werd geselecteerd voor het Bosnische nationale elftal.

## Clubcarrière

### Beginjaren
Kulenović werd geboren in het Canadese Toronto, in een familie met Bosnische en Kroatische wortels. Op zijn vijftiende vertrok hij naar familie in Bosnië om te voetballen bij Borac Banja Luka. Hij verhuisde vervolgens in 2016 naar FK Krupa en het jaar daarop naar het Slowaakse AS Trenčín. In 2018 keerde hij terug naar Bosnië, waar hij zijn professionele carrière begon in het shirt van Željezničar Banja Luka op het tweede niveau, waar hij 13 doelpunten scoorde in 28 wedstrijden. Het seizoen 2019/20 bracht Kulenović - zonder succes - door in Kroatië, eerst bij het tweede elftal van NK Osijek en later bij NK Kustosija. De in Canada geboren spits speelde dat seizoen slechts acht wedstrijden.

### Rudar Prijedor en Sloga Meridian
In juni 2020 tekende Kulenović een contract voor één jaar bij FK Rudar Prijedor, destijds spelende op het tweede niveau van Bosnië. Kulenović had met 23 wedstrijden een bijdrage in het kampioenschap van Rudar, waardoor de ploeg medio 2021 promoveerde naar het hoogste niveau. De volgende jaargang fungeerde de aanvaller echter bijna alleen maar als invaller en wist hij niet te voorkomen dat zijn ploeg het seizoen onderaan de ranglijst eindigde. Wel scoorde hij op 23 april 2022 zijn eerste doelpunt op het hoogste niveau, door in een uitduel tegen NK Široki Brijeg in de blessuretijd te scoren en zodoende de eindstand van 1–3 te bepalen.
Kulenović daalde niet met Rudar Prijedor af, maar tekende voor het seizoen 2022/23 bij eersteklasser Borac Banja Luka, dat hem gelijk op huurbasis stalde bij competitiegenoot Sloga Meridian. Kulenović kende persoonlijk een goede start bij Sloga en was in zijn eerste drie wedstrijden goed voor vier treffers. In tegenstelling tot eerder bij Rudar wist Kulenović nu wel met zijn ploeg handhaving te bewerkstelligen, een overwinning op Borac op de laatste speeldag gaf uiteindelijk de beslissing. Hij miste een deel van de tweede seizoenshelft als gevolg van een knieblessure. De spits was in zeventien duels goed voor zes treffers en drie assists.

### Slovan Liberec
Op 9 juli 2023 maakte Slovan Liberec de komst van Kulenovic wereldkundig. Hij was oorspronkelijk gekomen om het vertrek van spits Imad Rondić op te vangen, die vertrokken was naar Widzew Łódź. Onder trainer Luboš Kozel werd Kulenović een vaste waarde. Met zeven treffers eindigde de spits het seizoen als clubtopscorer. Aan het einde van het seizoen plaatste Kulenović en zijn ploeggenoten zich voor de play-offs om een ticket voor de UEFA Conference League, maar hierin bleek FK Teplice in de halve finale te sterk.

### Heracles Almelo
Kulenović tekende op 29 juli 2024 een contract voor vier jaar bij Heracles Almelo, de nummer veertien van het voorgaande seizoen in de Eredivisie. Heracles sprak in het persbericht over een 'recordtransfer', maar het bedrag werd niet bekend gemaakt. Volgens de website Transfermarkt  was er circa €900.000,- met de overgang gemoeid. Kulenović kreeg bij Heracles rugnummer 19 toegewezen.
De spits mistte de eerste drie wedstrijden van het Eredivisieseizoen als gevolg van een lichte blessure die hij eerder had opgelopen tijdens een trainingskamp met Slovan Liberec. Op 1 september 2024 maakte hij zijn debuut op de Nederlandse velden in een uitwedstrijd bij PEC Zwolle, toen hij na ruim 70 minuten binnen de lijnen kwam als vervanger van de Fin Juho Talvitie. Nadat de Bosniër in de volgende speelronde tegen Almere City zijn basisdebuut had gemaakt, maakte hij een week later in het uitduel met N.E.C. zijn eerste treffer in Almelose dienst. Op aangeven van Brian De Keersmaecker zette hij na een klein kwartier spelen de 0–2 op het scorebord. Hiermee had hij een belangrijke bijdrage in de uiteindelijk 1–2 overwinning waarmee Heracles Almelo de eerste zege boekte van het seizoen.
In oktober 2024 wist Kulenović in twee wedstrijden driemaal het net te vinden, tegen respectievelijk Go Ahead Eagles en Ajax. Desondanks gingen beide duels verloren. Kulenović sloot de eerste seizoenshelft af met zes treffers. De eerste drie duels na de winterstop moest de spits geblesseerd toekijken vanaf de tribune, doordat hij in een oefenduel tegen VfL Bochum (1-0 verlies) geblesseerd was geraakt aan zijn enkel. Kulenović sloot het Eredivisie-seizoen met Heracles af op een elfde plaats en kwam tot negen treffers en twee assists in competitieverband.

## Clubstatistieken
| Seizoen         | Club                   | Competitie      | Competitie | Competitie | Beker | Beker | Overig | Overig | Totaal | Totaal |
| Seizoen         | Club                   | Competitie      | Wed.       | Dlp.       | Wed.  | Dlp.  | Wed.   | Dlp.   | Wed.   | Dlp.   |
| --------------- | ---------------------- | --------------- | ---------- | ---------- | ----- | ----- | ------ | ------ | ------ | ------ |
| 2018/19         | Željezničar Banja Luka | Prva Liga RS    | 28         | 13         | 0     | 0     | 0      | 0      | 28     | 13     |
| 2019/20         | Osijek II              | Prva NL         | 6          | 0          | 0     | 0     | 0      | 0      | 6      | 0      |
| 2019/20         | Kustosija              | Prva NL         | 2          | 0          | 0     | 0     | 0      | 0      | 2      | 0      |
| 2020/21         | Rudar Prijedor         | Prva Liga RS    | 23         | 4          | 2     | 0     | 0      | 0      | 25     | 4      |
| 2021/22         | Rudar Prijedor         | Premijer Liga   | 25         | 1          | 1     | 0     | 0      | 0      | 26     | 1      |
| 2022/23         | Sloga Meridian         | Premijer Liga   | 17         | 6          | 0     | 0     | 0      | 0      | 17     | 6      |
| 2023/24         | Slovan Liberec         | Fortuna Liga    | 29         | 7          | 2     | 0     | 1      | 0      | 32     | 7      |
| 2024/25         | Heracles Almelo        | Eredivisie      | 12         | 6          | 1     | 0     | 0      | 0      | 13     | 6      |
| Carrière totaal | Carrière totaal        | Carrière totaal | 142        | 37         | 6     | 0     | 1      | 0      | 149    | 37     |

Bijgewerkt op 25 december 2024.

## Interlandcarrière
In november 2024 werd Kulenović voor het eerst opgeroepen voor het nationale elftal van Bosnië en Herzegovina, voor de UEFA Nations League-wedstrijden tegen Duitsland en Nederland.  Hij maakte op 16 november onder leiding van bondscoach Sergej Barbarez zijn interlanddebuut voor Bosnië en Herzegovina, tegen Duitsland (7–0) in het Europa-Park Stadion in Freiburg, net als Ivan Šunjić (Pafos FC) en Samed Bazdar (Real Zaragoza). Kulenović mocht in dat duel aan de aftrap beginnen en werd na ruim een uur spelen vervangen door mede-debutant Samed Bazdar. Drie dagen later kwam hij tegen Nederland (1–1) wederom tot speelminuten, ditmaal echter als late invaller.
| Interlands van Luka Kulenović voor Bosnië en Herzegovina | Interlands van Luka Kulenović voor Bosnië en Herzegovina | Interlands van Luka Kulenović voor Bosnië en Herzegovina | Interlands van Luka Kulenović voor Bosnië en Herzegovina | Interlands van Luka Kulenović voor Bosnië en Herzegovina | Interlands van Luka Kulenović voor Bosnië en Herzegovina |
| №                                                        | Datum                                                    | Wedstrijd                                                | Uitslag                                                  | Competitie                                               | Goals                                                    |
| Als speler van Heracles Almelo                           | Als speler van Heracles Almelo                           | Als speler van Heracles Almelo                           | Als speler van Heracles Almelo                           | Als speler van Heracles Almelo                           | Als speler van Heracles Almelo                           |
| -------------------------------------------------------- | -------------------------------------------------------- | -------------------------------------------------------- | -------------------------------------------------------- | -------------------------------------------------------- | -------------------------------------------------------- |
| 1                                                        | 16 november 2024                                         | Duitsland – Bosnië en Herzegovina                        | 7 – 0                                                    | Nations League 2024/25                                   |                                                          |
| 2                                                        | 19 november 2024                                         | Bosnië en Herzegovina – Nederland                        | 1 – 1                                                    | Nations League 2024/25                                   |                                                          |

Bijgewerkt t/m 19 november 2024

## Erelijst

### MetFK Rudar Prijedor
| Nationaal                  |    |         |
| Prva Liga Republika Srpska | 1× | 2020/21 |

1 De Keijzer ·
2 Benita ·
3 Wieckhoff ·
4 Mirani ·
5 Bruijn ·
6 Čestić ·
7 Limbombe ·
8 Engels ·
9 Hornkamp ·
11 Laursen ·
13 Žambůrek ·
14 De Keersmaecker  ·
16 Jansink ·
17 Bruns ·
18 Leerdam ·
19 Kulenović ·
20 Van Oorschot ·
21 Hoogma ·
22 Milani ·
23 Talvitie ·
24 Mesík ·
26 Van Kaam ·
27 Tijink ·
28 Sambo ·
29 Podgoreanu ·
30 Mantel ·
32 Scheperman ·
35 Bultman ·
36 Te Fruchte ·
39 Rots · 
39 Codinha · 
Coach: Van de Looi 
· Assistent-coach: Krüzen
· Assistent-coach: Reekers
· Keeperstrainer: Van Loo